# Ascothoracidae
Ascothoracidae är en familj av kräftdjur. Ascothoracidae ingår i ordningen Dendrogastrida, klassen Maxillopoda, fylumet leddjur och riket djur. Enligt Catalogue of Life omfattar familjen Ascothoracidae 3 arter. 
Kladogram enligt Catalogue of Life:
| Ascothoracidae | \| \| Ascothorax \| \| \| \| \| \| Parascothorax \| \| \| \| |
|                | \| \| Ascothorax \| \| \| \| \| \| Parascothorax \| \| \| \| |
|                | Ctenosculidae                                                |
|                |                                                              |
|                | Dendrogastridae                                              |
|                |                                                              |
|                | Ascothorax                                                   |
|                |                                                              |
|                | Parascothorax                                                |
|                |                                                              |

|  | Ascothorax    |
|  |               |
|  | Parascothorax |
|  |               |